# 帕利措农村居民点
帕利措农村居民点（俄语：Пальцовское сельское поселение）是俄罗斯联邦布良斯克州布良斯克区所属的一个农村居民点。其下辖有个居民点，行政中心为帕利措。据2015年统计，该农村居民点的人口为939人。